# 澎湖島要塞

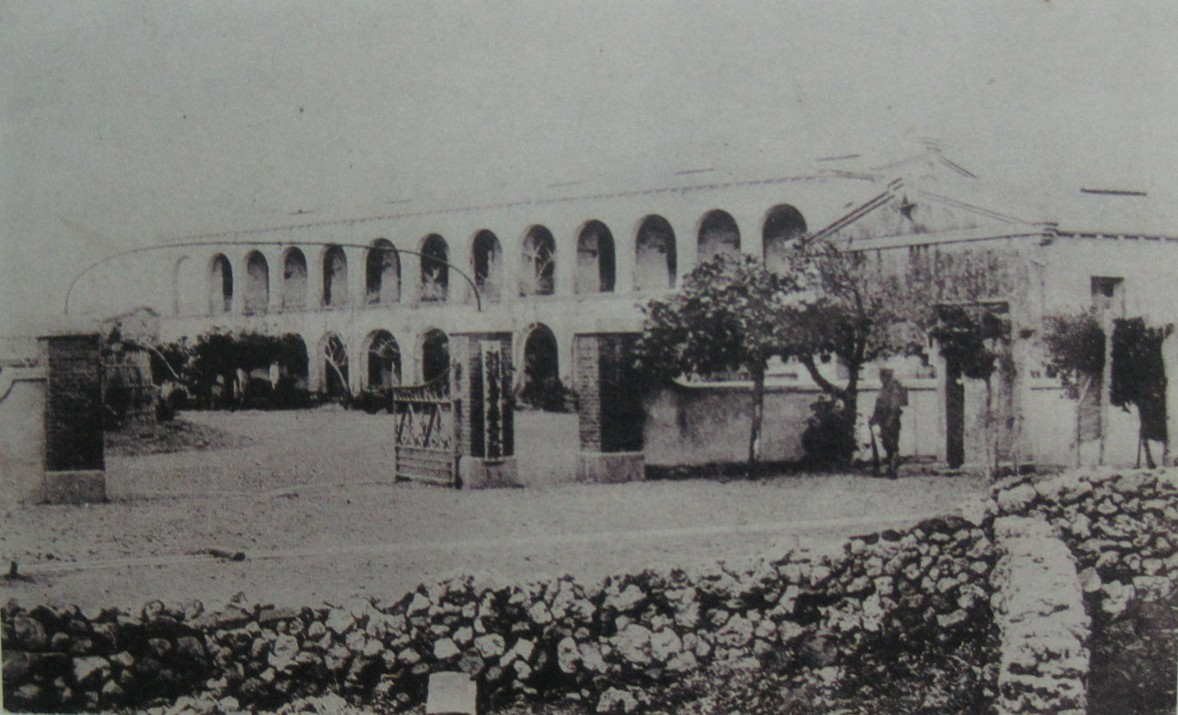
日治時期澎湖島重砲兵大隊本部廳舍，現以「澎防部建築群」之名登錄澎湖縣歷史建築。

澎湖島要塞是大日本帝國陸軍於臺灣日治時期於澎湖群島所設立的軍事指揮中心之一，太平洋戰爭結束時，該要塞的防禦工事被拆除，改由獨立混成第75旅團接管。

## 概要
澎湖列島與基隆市、高雄市同為台灣防衛要地，明治28年（1895年），日軍攻佔澎湖後，於明治29年(1896年)7月13日成立「澎湖島要塞砲兵大隊」。後經重新規劃防禦設計後，根據《澎湖島要塞防禦要領書》所規劃，進行由築城部澎湖島支部工程的12座堡壘砲臺設施。首期興建工程為1900年4月的大山堡壘。
明治35年(1902年)5月1日，澎湖島要塞司令部於馬公成立，首任司令官為中田時懋少將。並在1903年6月30日進行要塞司令部的新築營舍工程。最終該要塞的第一期工事建設則於1909年3月完成。 澎湖島要塞砲兵大隊則於1912年改為「馬公重砲兵大隊」，並隸屬於澎湖島要塞司令部。
為了準備南方作戰的實施，1921年8月，澎湖島要塞開始進行增援工作，但卻因1922年2月因华盛顿会议制定的《太平洋防衛限制條約》而取消，造成當時仍在施工中的外垵社砲臺、猪母水社砲臺被迫停工。一直至1934年12月，日本退出防衛限制條約後，才開始進行外按社砲台的加固工程。
1941年9月10日，日軍在太平洋戰爭前夕實施要塞部隊動員與臨時編成，將馬公重砲兵大隊改稱澎湖島要塞重砲兵連隊（通稱號：臺灣4512部隊），後在1945年1月25日復職重砲兵連隊，並將具有好戰性格的重砲兵第12連隊（通稱號：興第12857部隊）編入獨立混成第75旅團。，直到戰爭結束，澎湖島要塞的設施則由遭到國民政府接收，以作為陸軍澎湖防守司令部（後改名陸軍澎湖防衛司令部）的駐地使用。 

### 年譜
- 1899年（明治32年）6月 陸軍築城部澎湖島支部開設
- 1900年（明治33年）4月 大山堡壘開工
  - 5月 鶏舞鳥山砲台開工
  - 7月 西嶼東砲台附屬砲台開工
- 1901年（明治34年）3月 西嶼東砲台開工
  - 12月 拱北第1砲台・拱北第2砲台開工
- 1902年（明治35年）1月 拱北第3砲台開工
  - 5月 天南砲台開工
  - 6月 大山堡壘竣工
  - 7月 拱北山堡塁・鶏舞鳥山砲台着工
- 1903年（明治36年）2月 拱北第3砲台竣工・内按社砲台開工
  - 3月 西嶼東砲台竣工
  - 4月 西嶼西砲台開工
  - 6月 澎湖島要塞司令部於馬公城新築廳舍。並在6月30日開始進行辦公事務[4]。
- 1904年（明治37年）2月 日俄戰爭開戰・戰備動員下令
  - 7月 拱北第1砲台・拱北第2砲台竣工
  - 8月 拱北山堡壘竣工
  - 9月 天南砲台・内按社砲台竣工
  - 10月 西嶼東砲台附屬砲台・西嶼西砲台竣工
- 1905年（明治38年）1月 天南臨時砲台構築
- 1909年（明治42年）3月 要塞建設工事結束
- 1920年（大正9年）8月 陸軍築城部澎湖島支部再開設
- 1921年（大正10年）8月 外按社砲台開工
  - 9月 豬母水砲台開工
- 1922年（大正11年）2月 豬母水砲台・外按社砲台的興建工程中止
- 1934年（昭和9年）12月 外按社砲台的増強工事開工
- 1940年（昭和15年）8月 年度陸軍動員計畫令指示、增加兵器交付命令。
- 1941年（昭和16年）9月 臨時編成令、準戰備下令。 
  - 11月 本戰備下令。
- 1945年（昭和20年）1月 要塞司令部及要塞重砲兵連隊復帰。

### 歷代司令官
- 中田時懋 少将：1903年5月1日 - 1906年3月12日
- 多田保房 少将：1906年3月12日 - 1907年11月13日
- 本庄道三 少将：1907年11月13日 - 1908年12月21日
- 太田正徳 少将：1908年12月21日 - 1909年1月14日
- 足立愛蔵 少将：1909年1月14日 -
- 千秋直之 少将：1912年8月3日 - 1914年8月8日
- 篠田金 少将：1914年8月8日 - 1916年8月18日
- 平瀬太平 少将：1916年8月18日 - 1918年7月24日
- 伊森重夫 少将：1918年7月24日 -
- 中島栄吉 少将：1919年7月25日 -
- 山田軍太郎 少将：1921年3月11日 -
- 島内国彦 少将：1922年8月15日 - 1924年12月15日
- 宇山熊太郎 少将：1924年12月15日 -
- 安井義之助 少将：1926年3月2日 -
- 波藤雅信 少将：1927年7月26日 -
- 荒城卓爾 少将：1928年3月8日 -
- 作田徳次 少将：1928年8月10日 -
- 金子因之 少将：1931年8月1日 -
- 鈴木元長 少将：1932年5月23日 -
- 松村修己 少将：1932年12月7日 -
- 高屋庸彦 少将：1934年8月1日 -
- 佐竹保治郎 少将：1935年3月15日 -
- 兼松成器 少将：1936年3月7日 -
- 桑名照弐 少将：1937年3月1日 -
- 青木敬一 少将：1937年11月24日 -
- 大妻茂澄 少将：1938年5月15日 -
- 小松二郎 少将：1939年3月9日 -
- 風早清 少将：1940年8月1日 -
- 鵜飼源吉 大佐：1942年12月1日 - ※兼務澎湖島重砲兵連隊長

## 轄內設施
澎湖島要塞部分設施現仍存，且多數具有文化資產身份，除要塞設施外，澎湖島要塞廳舍現以「澎防部建築群」之名登錄澎湖縣歷史建築，清領時期興築的澎湖廳城西城牆（小西門（順承門）至大西門間）旁設立的官兵宿舍群則作為篤行十村身份登錄歷史建築。
- 大山堡壘（縣定古蹟）[5]
- 雞舞塢山砲台 ※由於要塞重組，六門大砲中的兩門被移至天南演習砲台，其他設施被廢除。
- 天南砲台（國定古蹟）* 天南演習砲台[6]
- 天南臨時砲台 ※由於要塞重組，火砲被拆除並用作備用武器。
- 西嶼東砲台附屬砲台
- 西嶼東砲台（國定古蹟）　 ※要塞整理時廢止
- 西嶼西砲台（國定古蹟） ※由於要塞重組，六門大砲中的兩門被移至天南演習砲台，其他設施被廢除。
- 豬母水砲台
- 拱北第一砲台（國定古蹟）
- 拱北第二砲台（國定古蹟）
- 拱北第三砲台（國定古蹟） ※要塞整理時廢止。
- 拱北山堡壘（（國定古蹟）
- 内按社砲台
- 外按社砲台

此外，下列部分附屬設施也具有文化資產身份：
- 西嶼彈藥本庫[7]
- 西嶼東鼻頭震洋艇格納庫
- 井垵凸角磁氣探知機防備衛所
- 外垵餌砲
- 澎湖廳憲兵隊

## 外部連結
- 澎防部建築群 - 澎湖知識服務平台 （页面存档备份，存于）